# Irina Zilber
Pour les articles homonymes, voir Zilber.
Irina Aleksandrovna Zilber (née le 18 novembre 1983 à Sverdlovsk) est une gymnaste rythmique russe.

## Biographie
Irina Zilber remporte aux Jeux olympiques d'été de 2000 à Sydney la médaille d'or par équipe avec Irina Belova, Natalia Lavrova, Elena Chalamova, Maria Netesova et Vera Shimanskaya.

## Palmarès

### Jeux olympiques
- Sydney 2000
  -  médaille d'or par équipe.

### Championnats du monde
- Séville 1998
  -  médaille de bronze par équipe.